# Harmoniczna

Kolejne składowe harmoniczne

Składowa harmoniczna, alikwot (łac. aliquot, kilka) – w akustyce część składowa dźwięku muzycznego o przebiegu sinusoidalnym i częstotliwości {\displaystyle n=fk,} gdzie {\displaystyle f} jest częstotliwością tonu podstawowego (składowa podstawowa), natomiast {\displaystyle k} jest liczbą naturalną większą od 1. Długości fal kolejnych składowych harmonicznych są elementami szeregu harmonicznego.
Dzięki tłumieniu kolejnych alikwotów możliwe staje się uzyskanie przedęcia na instrumentach dętych oraz flażoletów na instrumentach strunowych.
Składowa harmoniczna jest również pojęciem często używanym w teorii sygnałów, a mianowicie jest to składowa szeregu Fouriera analizowanego sygnału (poza składową zerową zwaną składową stałą). Składowa harmoniczna jest częścią reprezentacji sygnału w dziedzinie widmowej (częstotliwości). Sygnał okresowy spełniający warunki Dirichleta można przedstawić jako sumę sinusoidalnych przebiegów oraz składowej stałej.
W elektrotechnice harmoniczna jest definiowana jako składowa przebiegu o częstotliwości będącej całkowitą krotnością częstotliwości podstawowej. Pierwsza składowa harmoniczna jest sygnałem o częstotliwości równej częstotliwości analizowanego sygnału okresowego, zaś częstotliwości kolejnych składowych harmonicznych są wielokrotnościami tej częstotliwości.
Pojawienie się na wyjściu układu wyższych składowych harmonicznych przy pobudzaniu składową podstawową świadczy o nieliniowości tego układu (zniekształcenia nieliniowe). Bardzo często dąży się więc do minimalizacji zawartości wyższych składowych harmonicznych w sygnale wyjściowym.

Diagram ilustrujący możliwość uzyskania alikwotów określonego tonu podstawowego na instrumencie strunowym. Poziome linie w kolorze czarnym reprezentują struny nastrojone na ton podstawowy o wysokości określonej oznaczeniem z lewej strony rysunku. Kolorowe kwadraty rozmieszczone wzdłuż struny oznaczają możliwość otrzymania kolejnych składowych harmonicznych (flażoletów) jeśli stłumimy drgania struny, przykładając palec w miejscu wskazanym przez kolorowy kwadrat; wysokość otrzymanego w ten sposób dźwięku (flażoletu) jest podana w każdym z kwadratów. Ułamki nad diagramami strun oznaczają pozycję kwadratu względem długości struny. Przykładowo, blokując drgania struny E (u góry diagramu) w punkcie oznaczonym ułamkiem 1/2 (szary kwadrat), otrzymamy dźwięk E o oktawę wyższy od tonu podstawowego.